# Beatyfikowani i kanonizowani przez Innocentego XII
Beatyfikowani i kanonizowani przez Innocentego XII – święci i błogosławieni wyniesieni na ołtarze w czasie pontyfikatu  Innocentego XII.

## 1692
31 grudnia
- Bł. Joanna Portugalska (zatwierdzenie kultu)

## 1693
8 grudnia
- Bł. Piotr Gambacorta

## 1694
- Bł. Delfina de Signe (zatwierdzenie kultu)

24 lipca
- Bł. Humiliana Cerchi (zatwierdzenie kultu)

24 listopada
- Bł. Hosanna z Mantui (zatwierdzenie kultu)

## 1695
29 października
- Bł. Helena Enselmini (zatwierdzenie kultu)

## 1696
5 września
- Św. Zyta z Lukki (zatwierdzenie kultu)

## 1697
- Bł. Benwenut z Gubbio (zatwierdzenie kultu)

11 sierpnia
- Bł. Maria Toribia (zatwierdzenie kultu)